# Artemas Martin
Artemas Martin (3 de agosto de 1835 - 7 de noviembre de 1918) fue un matemático autodidacta estadounidense, editor de numerosas revistas populares dedicadas a plantear problemas y rompecabezas numéricos.

## Semblanza
Martin nació en 1835 en el condado de Steuben (Nueva York), creció en el condado de Venango (Pensilvania), y pasó la mayor parte de su vida en el condado de Erie (Pensilvania). Fue educado en su casa hasta la edad de 14 años, cuando comenzó a estudiar matemáticas en la escuela local. Más adelante se mudó a la Escuela Franklin Select School, a unas pocas millas de distancia, y luego a la Academia Franklin, terminando su educación formal a la edad de aproximadamente 20 años.
Trabajó como agricultor, perforador de pozos de petróleo y maestro de escuela. En 1881, rechazó una invitación para convertirse en profesor de matemáticas en la Escuela Normal de Misuri, y en 1885 se convirtió en el bibliotecario de la Oficina de Toma de Datos de la Guardia Costera de Estados Unidos, convirtiéndose en 1898 en calculista de la División de Mareas. Murió en 1918.

## Trabajo matemático
A partir de los 18 años de edad, Martin fue un prolífico colaborador de varias publicaciones, proponiendo diversos problemas y soluciones a columnas de rompecabezas matemáticos publicados en revistas populares, como el Pittsburgh Almanac y el Philadelphia Saturday Evening Post. Desde 1870 hasta 1875, fue editor del "Departamento de Escaleras" del Clark's School Visitor, una de las revistas a las que anteriormente había contribuido. De 1875 a 1876, Martin se trasladó a la publicación Normal Monthly, donde publicó 16 artículos sobre análisis diofántico.
Posteriormente se convirtió en editor del Mathematical Visitor en 1877 y del Mathematical Magazine en 1882. En 1893, su artículo sobre los números a la quinta potencia cuya suma es una quinta potencia fue leído (pero no por él) en el Congreso Internacional de Matemáticos celebrado en relación con la Exposición Mundial Colombina de Chicago. Intervino como orador invitado del Congreso Internacional de Matemáticos de 1912 celebrado en Cambridge, Reino Unido.
Martin mantuvo una extensa biblioteca matemática, conservada en las colecciones de la Universidad Americana.

## Premios y sociedades
En 1877, Martin recibió una maestría honorífica por la Universidad Yale. En 1882 se le otorgó otro título honorífico, un doctorado por la Universidad Rutgers, y su tercer título honorífico fue un doctorado concedido por el Hillsdale College en 1885. Fue elegido miembro de la London Mathematical Society en 1878, de la Société Mathématique de France en 1884, de la Edinburgh Mathematical Society en 1885, de la Philosophical Society of Washington en 1886, de la Asociación Estadounidense para el Avance de la Ciencia en 1890, y de la Sociedad Matemática de Nueva York en 1891. También fue miembro de la American Mathematical Society, del Circolo Matematico di Palermo, de la Mathematical Association of England y de la Deutsche Mathematiker-Vereinigung.